# J̇
Cette page contient des caractères spéciaux ou non latins. S’ils s’affichent mal (▯, ?, etc.), consultez la page d’aide Unicode.
J̇ (j en minuscule), appelé J point suscrit, est une lettre additionnelle latine utilisée comme lettre dans l’orthographe basque de Sabino Arana Goiri au XIXe siècle.
Elle est formée de la lettre J avec un point suscrit, autant en minuscule qu’en majuscule.

## Représentations informatiques
Le J point suscrit peut être représente avec le caractère Unicode suivant :
| formes    | représentations | chaînes de caractères | points de code | descriptions                                        |
| --------- | --------------- | --------------------- | -------------- | --------------------------------------------------- |
| majuscule | J̇               | J◌̇                    | U+004A U+0307  | lettre majuscule latine j diacritique point suscrit |
| minuscule | j               | j                     | U+006A         | lettre minuscule latine j diacritique point suscrit |